# Nodachi
Una odachi (野太刀:のだち?) es una gran espada japonesa a dos manos. odachi se traduce aproximadamente como "espada de campo", sin embargo algunas fuentes sugieren que el significado de nodachi es básicamente el mismo que ōdachi que significa "gran espada". La confusión de términos ha hecho que nodachi se convierta prácticamente en un sinónimo de la mucho más grande ōdachi. De este modo, mientras el uso original del término se podría referir a cualquier tipo de espada larga de batalla (daitō), incluyendo el tachi, se usa frecuentemente de manera incorrecta a cualquier tipo de espada japonesa de gran tamaño.

## Historia y uso

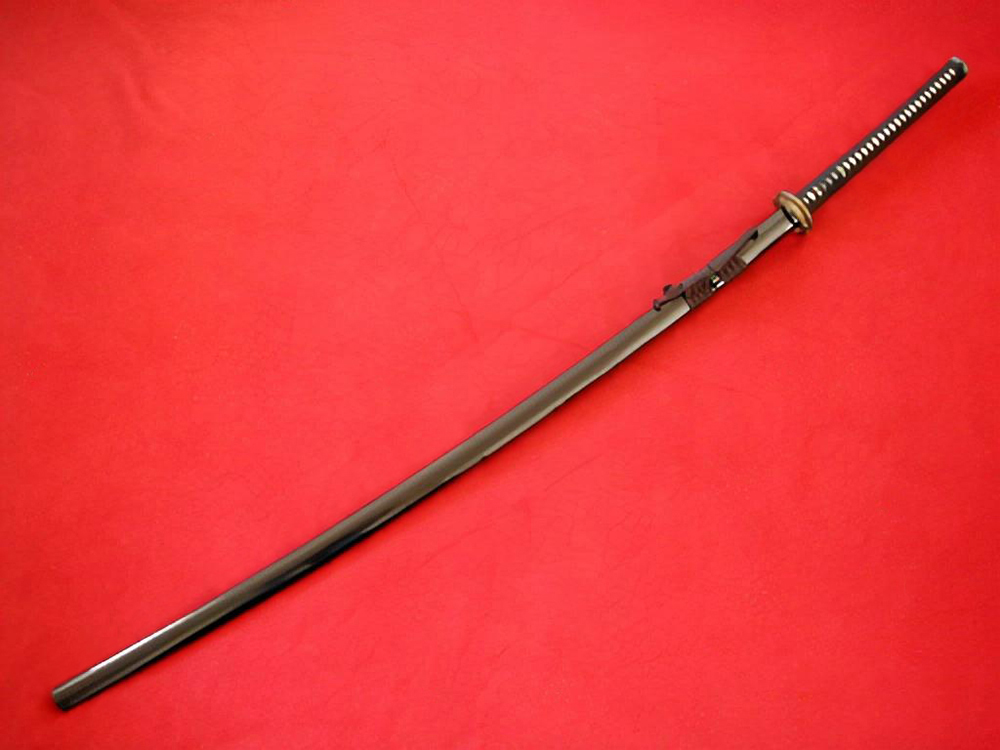
Nodachi.

Una nodachi tiene el mismo aspecto general y diseño que un tachi, pero es considerablemente más larga. Fue usada por la infantería y estaba diseñada como un arma para la guerra contra la caballería y enfrentamientos en campo abierto, ya que su longitud hacía que su uso en interiores o a corta distancia fuera difícil. Aunque eran un arma efectiva contra la caballería no se usaban habitualmente por varias razones:
- La hoja era más difícil de forjar comparada con una espada de tamaño normal.
- Era necesaria una gran fuerza para esgrimirla adecuadamente.
- Armas como la naginata o la nagamaki eran más efectivas para el mismo uso en el campo de batalla.

Durante tiempos de paz la espada se llevaba colgada en la espalda como un símbolo de estatus, al contrario que la mayoría de las espadas japonesas como la katana, wakizashi, y tachi que se ajustaban a la cintura o al cinturón; sin embargo no se desenvainaba desde la espalda. La nodachi era más difícil de esgrimir debido a su anormal tamaño y peso, pero como cualquier arma, podía ser extremadamente mortal en manos de un guerrero hábil. El tamaño de la hoja hacía de la nodachi un arma terrible en manos de un maestro. La longitud de la empuñadura variaba entre 30 y 33 centímetros y la longitud de la hoja debía ser de al menos 90 cm. Su capacidad de corte y alcance excedía los de una katana. La leyenda dice que una nodachi podía partir en dos un guerrero y su caballo con un solo golpe.
En algunas artes marciales de China, siendo Pa Kua Chang quizás el mejor ejemplo, se usan armas de tamaño superior al normal con propósito de entrenamiento para condicionar al ejecutante para usar un arma de tamaño normal de manera más eficiente (como es el caso en las artes marciales Japonesas con el suburitō, una pesada arma de madera).
El kage-ryū es una de las pocas escuelas de artes marciales japonesas que aún quedan, que usa entrenamientos con la larga espada japonesa (que llaman choken).
Esta espada fue usada también por Sasaki Kojirō, un espadachín muy hábil y mortal con la nodachi. Es bastante famoso por ser el rival del también espadachín Musashi Miyamoto.

## Ficción
La nodachi aparece a menudo en videojuegos, manga, y anime. Es interesante comprobar la proliferación de nodachi en la ficción; sin embargo las nodachi fueron muy raras históricamente. Un ejemplo notable es Sephirot de Final Fantasy VII. Otro personaje de ficción que posee una nodachi es Trafalgar Law, el Supernova de One Piece.
Aparte o Yachiru Unohana y Lisa Yadōmaru de Bleach, hay partes de ciertos mangas en la que esta clase de espada tiene hasta poderes ceremoniales especiales, y hasta mágicos, como en Tenjho Tenge, en donde una de las más preciadas, pero a la vez malditas posesiones de la Familia Natsume es la Nodachi Choukto Reiki, que según se dice que de acuerdo a su portador ésta activa los poderes escondidos, si éste los posee; y que aparte trae desgracias y sufrimiento a quien la use con fines malévolos.
En el juego Total War: SHOGUN 2, hay varias unidades que usan una nodachi como arma principal.
También en la saga de videojuegos Dark Souls aparece la nodachi como arma disponible para comprar ya avanzada la historia. Por último, en juegos como For Honor, uno de sus personajes de la facción de samuráis la porta como arma principal